# エリック (歌手)
エリック（朝: 에릭）ことムン・ジョンヒョク（朝: 문정혁、1979年2月16日 - ） は、韓国の歌手、俳優である。6人組男性グループ・神話のメンバーであり、リーダー担当。既婚。

## 経歴
ソウルで1男2女の末っ子として生まれた。小学校を卒業して中学校への入学はしたが、すぐに数ヶ月後、アメリカに移民した。アメリカで中学校、高校を卒業した。
その後アメリカでキャスティングされ、韓国に帰国してSMエンタテインメントの練習生になった。
1998年 神話のメンバーとしてデビュー。
2011年8月14日、TOP CLASSエンターテインメントからエリックがプロデュースを手がけるガールズ・グループ・STELLARがデビューした。

## 出演

### ドラマ
- 僕は走る（2003年、MBC） - シン・サンシク役
- 火の鳥（2004年、MBC） - ソ・ジョンミン役
- 新入社員（2005年、MBC） - カン・ホ役
- オオカミ（2006年、MBC） - ペ・デチョル役
- 無敵の新入社員（2006年、SBS） - チェ・ガン役
- ケ・セラ・セラ（2007年、MBC） - カン・テジュ役
- 必殺! 最強チル（2008年、KBS2） - チェ・チル役（主演）
- ラブ・ミッション（2011年、KBS2） - イ・カンウ役
- 恋愛の発見（2014年、KBS2） - カン・テハ役
- また!?オ・ヘヨン 〜僕が愛した未来〜（2016年、tvN）バク・ドギョン役（主演）
- ユ・ビョルナ！ムンシェフ（2020年、channelA） - ムン・スンモ役
- 私を愛したスパイ（2020年、MBC） - チョン・ジフン役

### 映画
- 甘い人生（2005年）
- 六月の日記（2005年）

### 広告
2003年
- ジョルダーノ
- KTメガパス
- ロレアル

2004年
- KTメガパス
- BON
- プラスマイナス
- サムスンエニコール
- JT
- ロッテ製菓ビンツ
- ドミノピザ

2005年
- サムスンエニコール
- 現代アバンテ
- ヴィヴァルディパーク
- NII
- リンナイコリア
- ドミノピザ
- ロッテ三岡九九
- CJスパム

2006年
- サムスンエニコール
- CJスパム
- UGIZ
- BASSO

2007年
- UGIZ
- コカコーラゼロ
- It's SKIN

2016年
- ジャンミシェルバスキア
- 韓国大塚ウルオス
- CJもんで（ユッケジャン、餃子など）
- 農心スポンジブデチゲなら

2017年
- リネージュ2レボリューション
- ジャンミシェルバスキア
- 韓国大塚ウルオス
- シボレースパーク